# Норкус, Герберт

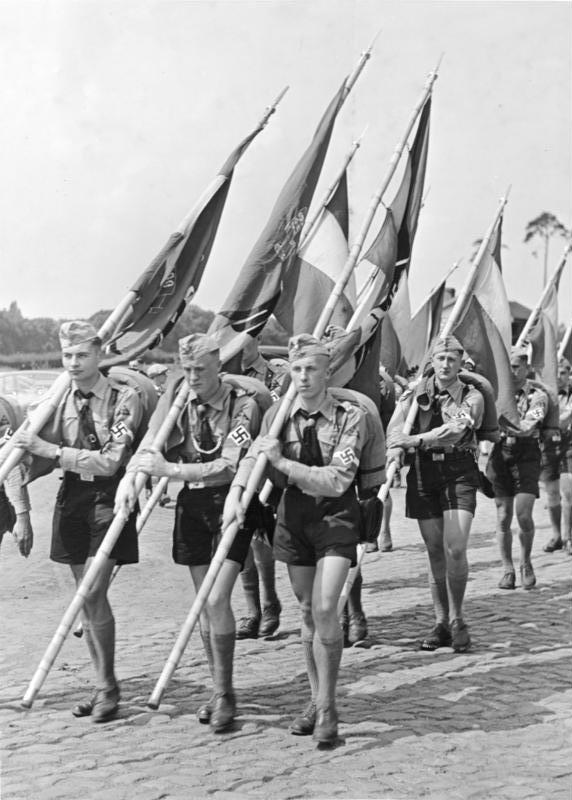
Гитлерюгенд на марше от могилы Герберта Норкуса в Нюрнберг на Имперский партийный съезд

Ге́рберт Но́ркус (нем. Herbert Norkus; 26 июля 1916, Берлин — 24 января 1932, Берлин) — немецкий юноша, член гитлерюгенда, погибший во время проведения пропагандистской акции в ходе столкновений с коммунистами. В нацистской Германии считался пропагандистским «образцом» для членов гитлерюгенда, «кровным мучеником движения». Герберт Норкус послужил прототипом главного героя романа Карла Алоиса Шенцингера «Гитлеровец Квекс», который был экранизирован в 1933 году режиссёром Хансом Штайнхофом.

## Биография
Отец Норкуса получил ранение в Первую мировую войну, затем работал печником и возможно, состоял в НСДАП и штурмовых отрядах СА. Нервнобольная мать Герберта умерла за год до смерти сына. 24 января 1932 года незаметный и ничем не примечательный берлинский школьник Герберт Норкус вместе с другими членами гитлерюгенда раздавал в Моабите листовки с призывом принять участие в пропагандистском мероприятии национал-социалистов. Группа молодых коммунистов пыталась предотвратить это и преследовала членов гитлерюгенда. Норкус был избит, получил колотые раны и умер на пути в больницу. На следующий день газета НСДАП «Der Angriff» вышла под заголовком «Как красные злодейски убили Герберта Норкуса из гитлерюгенда».
В том же 1932 году писатель Карл Алоис Шенцингер взял историю Герберта Норкуса за основу своего романа «Квекс из гитлерюгенда». Тем не менее, по сюжету романа Квекс — сын коммуниста, который вопреки воле отца хочет вступить в гитлерюгенд. Мать Квекса погибла при попытке самоубийства вместе с сыном, но Квекс выжил. В романе Квекс подвергся нападению коммунистов по дороге домой с репетиции в театре и умер от ран спустя неделю. Роман Шенцингера был экранизирован режиссёром Хансом Штайнхофом в 1933 году. И роман, и фильм сыграли значительную роль в национал-социалистической пропаганде. Кроме того, Герберту Норкусу был посвящён ряд пропагандистских песен гитлерюгенда, в частности, Der helle Tag Ханса Баумана. Имя Герберта Норкуса в нацистской Германии носили парусник кригсмарине, улицы и площади.